# Stasi 2.0
Der Begriff Stasi 2.0 war zwischen 2007 und 2010 ein teilweise genutztes politisches Schlagwort, das sich zunächst im Internet entwickelte. Die mit diesem Schlagwort verbundene politische Protestkampagne kritisierte verschiedene innenpolitische Vorhaben der Deutschen Bundesregierung, darunter insbesondere die von dem damaligen Bundesinnenminister Wolfgang Schäuble vorgeschlagenen Online-Durchsuchungen von privaten Computern oder die Vorratsdatenspeicherung, aber auch gesetzliche Einschränkungen der Netzneutralität und Informationsfreiheit. Die Wortwahl Stasi 2.0 spielte dabei sowohl auf die staatliche Überwachungspolitik der DDR durch das Ministerium für Staatssicherheit (kurz Stasi) als auch auf den Begriff des Web 2.0 an, der für damalige Fortschritte in der Internet-Technologie stand.

## Begriffsgeschichte
Stasi 2.0 war ein netzkultureller Begriff, der gegen die Bedrohung digitaler Bürgerrechte gerichtet war. Stasi 2.0 diente dabei als Protest-Tagging, um die „Opposition gegen die umfassende Datenspeicherung“ fortzuführen. Im Mittelpunkt des Protestes standen die innenpolitischen Forderungen des damaligen Innenministers Wolfgang Schäuble. Als Logo dieser Protestbewegung diente die sogenannte Schäuble-Schablone, kurz Schäublone genannt. Über den Begriff wurde auch in konventionellen Massenmedien wie der Tagesschau und in der Süddeutschen Zeitung berichtet.

## Protest gegen die Politik des Bundesinnenministeriums
Der Begriff bezog sich vor allem auf die von dem ehemaligen deutschen Innenminister Wolfgang Schäuble (CDU) und der Justizministerin Brigitte Zypries (SPD) vertretene Sicherheitspolitik – insbesondere auf die diskutierten und damals teilweise praktizierten Überwachungsmaßnahmen Online-Durchsuchungen und Vorratsdatenspeicherung, aber auch auf nicht technisch bedingte Maßnahmen wie zum Beispiel die bereits zuvor von der Staatssicherheit der DDR bekannte Sammlung von Körpergeruchsproben und dem Unterbindungsgewahrsam von Globalisierungskritikern vor und während des G8-Gipfels in Heiligendamm.
Kurz nachdem der Begriff entstanden war, äußerten sich beispielsweise Aktivisten vor dem Berliner Reichstagsgebäude im Rahmen einer Kunstaktion unter dem Motto Stasi 2.0 – Der Staat weiß jetzt alles besorgt, während das Bundeskabinett am 18. April 2007 den Entwurf zur Vorratsdatenspeicherung beschloss. Mittels großformatiger Schilder wurden dabei symbolisch sensible Informationen der Bürger preisgegeben und auf mögliche Folgen der Vorratsdatenspeicherung aufmerksam gemacht.

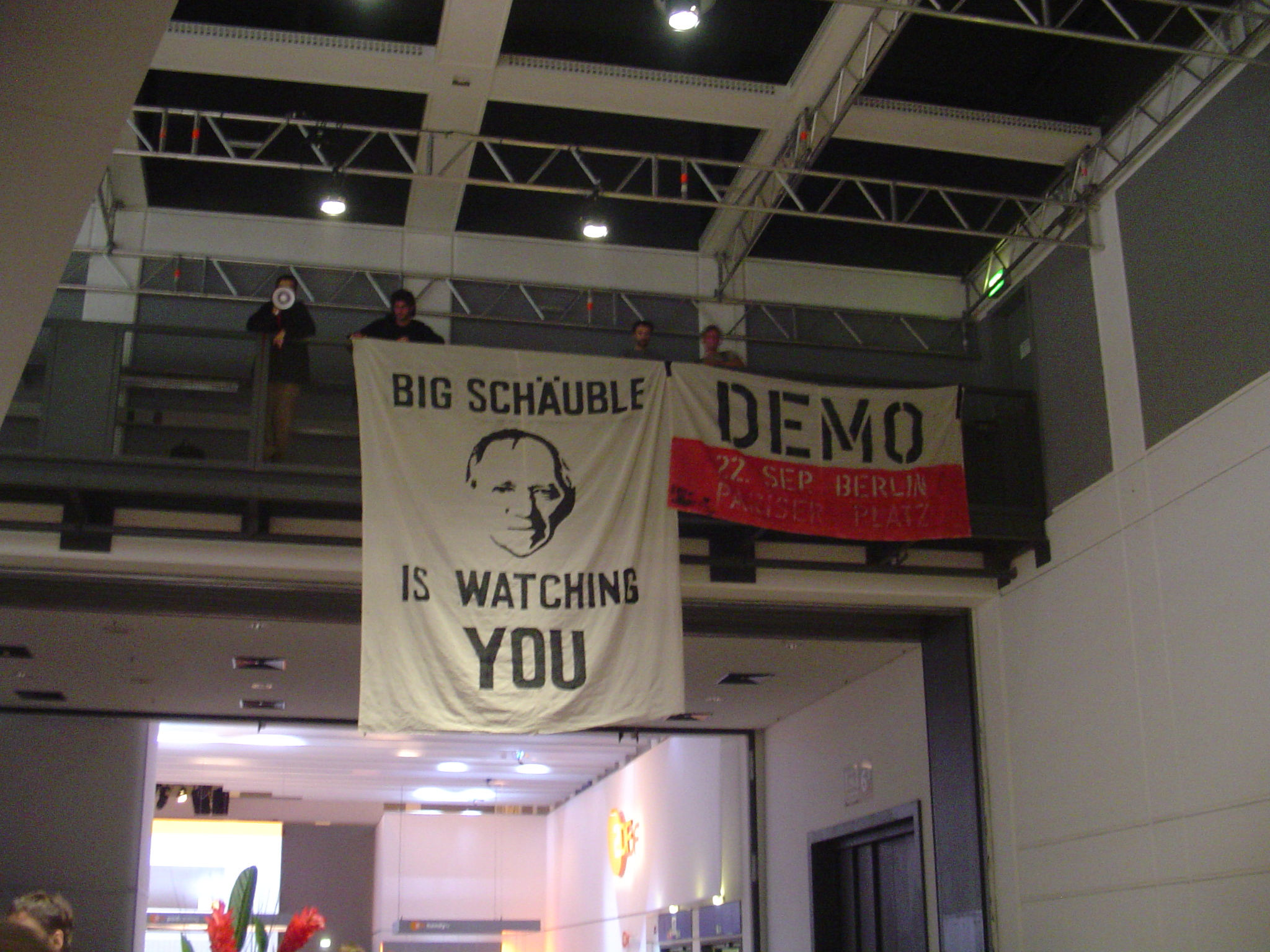
Schäublone auf der IFA 2007

Bei einer weiteren Aktion wurde auf der Internationalen Funkausstellung Berlin 2007 von Aktivisten des Arbeitskreises Vorratsdatenspeicherung und dem Chaos Computer Club ein spontanes Go-in über dem Stand der Telekom durchgeführt, wobei neben der Schäublone verschiedene Transparente gehisst wurden.
Im Mai 2007 wurde das Schlagwort bei den Landtagswahlen in Bremen während eines Besuchs von Wolfgang Schäuble massiv auf Wahlplakaten, Protestaktionen und Informationsmaterial eingesetzt.
Besonders laut wurde der Protest gegen die Sicherheitspolitik des Innenministeriums unter starker Präsenz verschiedenster Stasi-2.0-Kampagnen auf den Demonstrationen Freiheit statt Angst, die laut dem Datenschutzbeauftragten Thilo Weichert zur größten Protestaktion für Bürgerrechte und Datenschutz seit dem Volkszählungsboykott von 1987 wurden.

## Protest gegen die Sperrung von Websites, Spitznamenpolemik
Als Reaktion auf das Vorhaben, Websites zu sperren und dabei geheime Sperrlisten unter Verwaltung des BKA und ohne judikative Kontrolle zu verwenden, entstand im Frühjahr 2009 innerhalb der Netzkultur der Spitzname „Zensursula“ für die Initiatorin und damalige Familienministerin Ursula von der Leyen. Verwendung finden ein ähnliches Logo und die gleiche Schriftart wie bei den Stasi 2.0-Protesten. Jedoch wurde hierbei als Schriftzug „Stasi 2.1“ gewählt, was eine neue Version des Überwachungsstaates verdeutlichen soll. Der Begriff „Zensursula“, als satirische Kombination des Vornamens der Bundesfamilienministerin und des Wortes Zensur (die Netzsperren werden von Kritikern als ineffektiv bezüglich ihres vorgeblichen Zwecks und als nicht rechtsstaatlich kontrolliert angesehen und Teile der entsprechenden Technik als potentieller Teil einer effektiveren Zensur für das Internet angesehen), fand auch außerhalb des deutschsprachigen Raumes Eingang in die Berichterstattung und wurde durch den Song „Zensi, Zensa, Zensursula“ weiter bekannt, der sich auf ironische Weise mit dem Thema Netzsperren befasste.
Netzaktivisten, aber auch Juristen, IT-Fachpresse, eine große Zahl von IT-Fachverbänden, Bürgerrechtler, Missbrauchsopfer, Opferschutzorganisationen und die Opposition sehen in dem Gesetz eine gegen Kinderpornografie unwirksame Maßnahme, die allerdings Tätern nützt und gleichzeitig massiv Grundrechte einschränken könnte. Die zur Sperrung errichtete Infrastruktur könne problemlos für weitere Zensur-Maßnahmen verwendet werden, da sie eine Kontrolle unliebsamer Inhalte ermögliche und „Echtzeitüberwachung“ umsetze.
Als sich der damalige Wirtschaftsminister Karl-Theodor zu Guttenberg in der Nachrichtensendung Tagesschau negativ über Kritiker der Internetsperrungen äußerte und ihnen indirekt die Förderung von Kinderpornografie unterstellte, brachte ihm das innerhalb der Netzkultur den Spitznamen Guttenzwerg und den Ruf eines Internetausdruckers ein. Im Stil der Stasi 2.0-Schablone wurde ein ähnliches Motiv mit Guttenberg und dem Text „Ahnungslos. Aber betroffen.“ verbreitet.

## Logo

Schäublone

Das Logo in Form einer Sprühschablone mit dem Begriff Stasi 2.0 und dem Konterfei von Wolfgang Schäuble wurde von dem Medieninformatiker Dirk Adler entwickelt, vom Weblog dataloo unter dem Namen Schäublone (Kofferwort aus Schäuble und Schablone) veröffentlicht.

## Kritik
Kritiker betrachten die Bezeichnung als unangemessene Überspitzung und unzulässige Verharmlosung des Ursprungsbegriffs Stasi, auch im Hinblick auf deren Opfer.
Andere Kritiker sehen die Kritik zu sehr auf einzelne Politiker fixiert. Dabei würde die der Politik zugrunde liegende Kontrollmentalität in der Gesellschaft nicht berücksichtigt werden. Demnach gebe es nicht nur die Interessen des Staates nach Kontrolle, sondern auch eine „Blockwart“-Mentalität innerhalb der Gesellschaft. Geraten wird, die Gründe für diese Mentalität näher zu analysieren: „Wer in der Zeitung über seine Nachbarn lesen will, was sie für sexuelle Gepflogenheiten haben oder wie gemeinschaftsfeindlich sie sich der unkorrekten Mülltrennung schuldig machen, der hat wenig Skrupel, was einen starken, schützenden Staat angeht.“ Zu einer kritischen Betrachtung gehöre auch die Frage, welche Maßnahmen besonders wenig Beachtung in der Gesellschaft erfahren, zum Beispiel bei der geräuschlosen „Erweiterung des kleinen Bundesgrenzschutzes zur riesigen Bundespolizei“. Angesprochen wird dabei die Mentalität in der Gesellschaft gegenüber „Fremden“ und „Minderheiten“ wie Einwanderern.
Schäuble erläuterte in einem Interview mit der taz:

„Die Gleichsetzung meiner Person mit der Stasi ist eine Beleidigung.“